# Fryderyk Cabrit
Fryderyk Cabrit (Kabryt) (ur. 6 lutego 1745 w Królewcu, zm. 1 kwietnia 1801) – bankier warszawski.

## Życiorys
Cabrit pochodził z rodziny hugenockiej osiadłej w Prusach Wschodnich. Był zapewne synem Fryderyka Cabrita, pastora reformowanego, osiadłego w Warszawie w latach 40. XVIII wieku. Szybko stał się zamożnym bankierem, pożyczając pieniądze nawet królowi. Za swoje zasługi nobilitowany i otrzymał herb Lubicz. Nabył liczne posiadłości m.in. od Marii Anny Brühlowej w 1766 pałac z ogrodem w rejonie jurydyki Tamka-Kałęczyn. Aleja łącząca pałac z Nowym Światem to późniejsza ulica Foksal. Cabrit zaniedbaną rezydencję zamienił w miejsce zabaw publicznych zafascynowany angielskimi pleasure gardens, a szczególnie Vauxhall w Londynie. Nazwa ta z czasem uległa spolszczeniu na Foksal. W ogrodzie działał cyrk stały Staniewskich, odbywały się pokazy fajerwerków, a w 1789 Jean-Pierre Blanchard wystartował z ogrodów balonem – po locie trwającym 49 minut lądując na Białołęce. W lutym 1793 nastąpił krach bankowy, w wyniku którego Cabrit zamknął bank i zmarł w zapomnieniu. Finanse Cabrita okazały się stabilniejsze od majątków innych bankierów. Cabrit, w porównaniu z innymi potentatami finansowymi swoich czasów, nie uczestniczył raczej w inwestycjach magnackich i ograniczał swoją działalność niemal wyłącznie do bankierstwa.
Był jednym z czterech członków pierwszego kolegium kościelnego warszawskiej parafii ewangelicko-reformowanej.
W 1844 Foksal nabyła rodzina Przeździeckich i rozparcelowała ogrody Foksal.
Był członkiem loży wolnomularskiej Cnotliwy Sarmata.